# Visionary (Eloy)
Visionary is het 19e muziekalbum van de Duitse progressieve-rockband Eloy.
De leider van de band, Frank Bornemann, leidde na het laatste album uit 1998 een teruggetrokken bestaan als beheerder en geluidstechnicus van zijn geluidsstudio. Hij had er voldoende werk aan om artiesten te begeleiden, die opnamen of mixten in de Horus Studio. Een vriend van hem maakte hem erop attent dat er op YouTube relatief veel filmpjes te zien zijn van de muziekgroep Eloy, die eigenlijk sinds midden jaren 80 geen serieuze poging op de muziekmarkt heeft gedaan.  Het oorspronkelijke idee ontstond een Dvd te maken met van alles en nog wat over de band, maar het liep uit de hand. Bornemann had, zo zei hijzelf, voldoende inspiratie om een nieuw album vol te schrijven. Hij ging op zoek naar Eloy-musici uit het verleden, die hem konden helpen. Probleem daarbij was, dat die ex-leden inmiddels hun eigen werkzaamheden hadden en zich niet zo snel konden vrijmaken.
Uiteindelijk werd er vanaf december 2008 tot juli 2009 in de Horus Studio aan het album gewerkt. De muzikale inbreng van Bornemann is daarbij onveranderd groot; het album is daarom een voortzetting van de eerder verschenen albums. De zangkwaliteiten van Bornemann, zeker in het Engels, zijn niet groot, het houdt het midden tussen zang en declameren. Ze past, met een zwaar Duits accent echter goed in de haast unieke stijl van Eloy; bijna alle composities zijn in een wiegende melodie met enige bombast geschreven, alhoewel er hier en daar ook maatwisselingen zijn toegepast. Volgens een aantal sites gewijd aan progressieve rock, is het album een voornamelijk een teruggrijpen op de progressieve rock uit de jaren 70; geliefd bij de één, verguisd door de ander, zelf binnen het genre. Geheel in de stijl van die jaren verscheen het album ook op elpee, vandaar wellicht de korte speelduur.

## Musici

### Eloy
- Frank Bornemann – zang, gitaar
- Klaus-Peter Matziol – basgitaar
- Michael Gerlach – toetsinstrumenten,
- Bodo Schopf – slagwerk
- Hannes Folberth – aanvullende toetsinstrumenten.

### Gasten
- Anke Renner, Tina Lux – zang
- Volker Kuinke – fluit
- Christopher Uttmann – toetsinstrumenten.

## Tracklist
Alle composities van Bornemann

| Nr. | Titel                                                                     | Duur |
| --- | ------------------------------------------------------------------------- | ---- |
| 1.  | The refugee                                                               | 4:54 |
| 2.  | The secret                                                                | 7:45 |
| 3.  | Age of insanity                                                           | 7:56 |
| 4.  | The challenge (time to turn, part 2) (soortgelijke track op Time to Turn) | 6:44 |
| 5.  | Summernight symphony                                                      | 4:22 |
| 6.  | Mystery (the secret, part 2)                                              | 9:00 |
| 7.  | Thoughts                                                                  | 1:22 |